# Andrew Weibrecht
Andrew Weibrecht, född den 10 februari 1986 i Lake Placid, New York, är en amerikansk alpin skidåkare. Han har som främsta merit två OS-medaljer, brons i super-G vid vinter-OS 2010 i Vancouver och silver i super-G vid vinter-OS 2014 i Sotji.
Weibrechts hemmaklubb är New York Ski Education Foundation. 